# Maskrosen, Östermalm

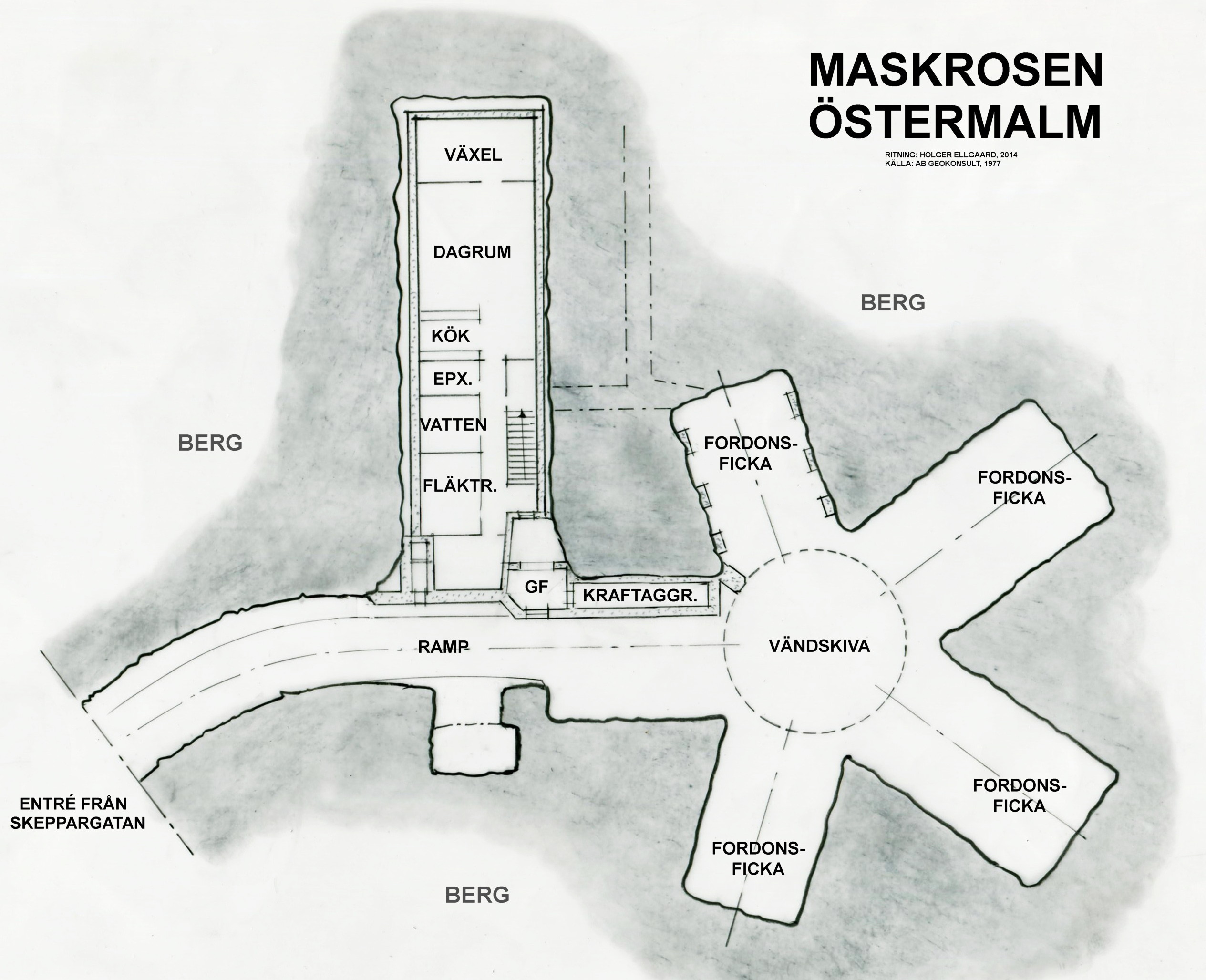
Maskrosen, planritning. Till höger syns det stjärnformigt anordnade skyddet för fyra insatsfordon.

Maskrosen var en hemlig ledningscentral vid Skeppargatan på stadsdelen Östermalm i Stockholms kommun. Maskrosen anlades ursprungligen 1943 i berget under Östra reals skolgård som bombsäker distriktscentral med fordonsskydd åt Stockholms brandförsvar. Maskrosen byggdes 1977 om till en så kallad framskjuten enhet. Anläggningen lades ner på 1990-talet och innehåller idag ett parkeringsgarage och lokaler för Stokab.

## Bakgrund

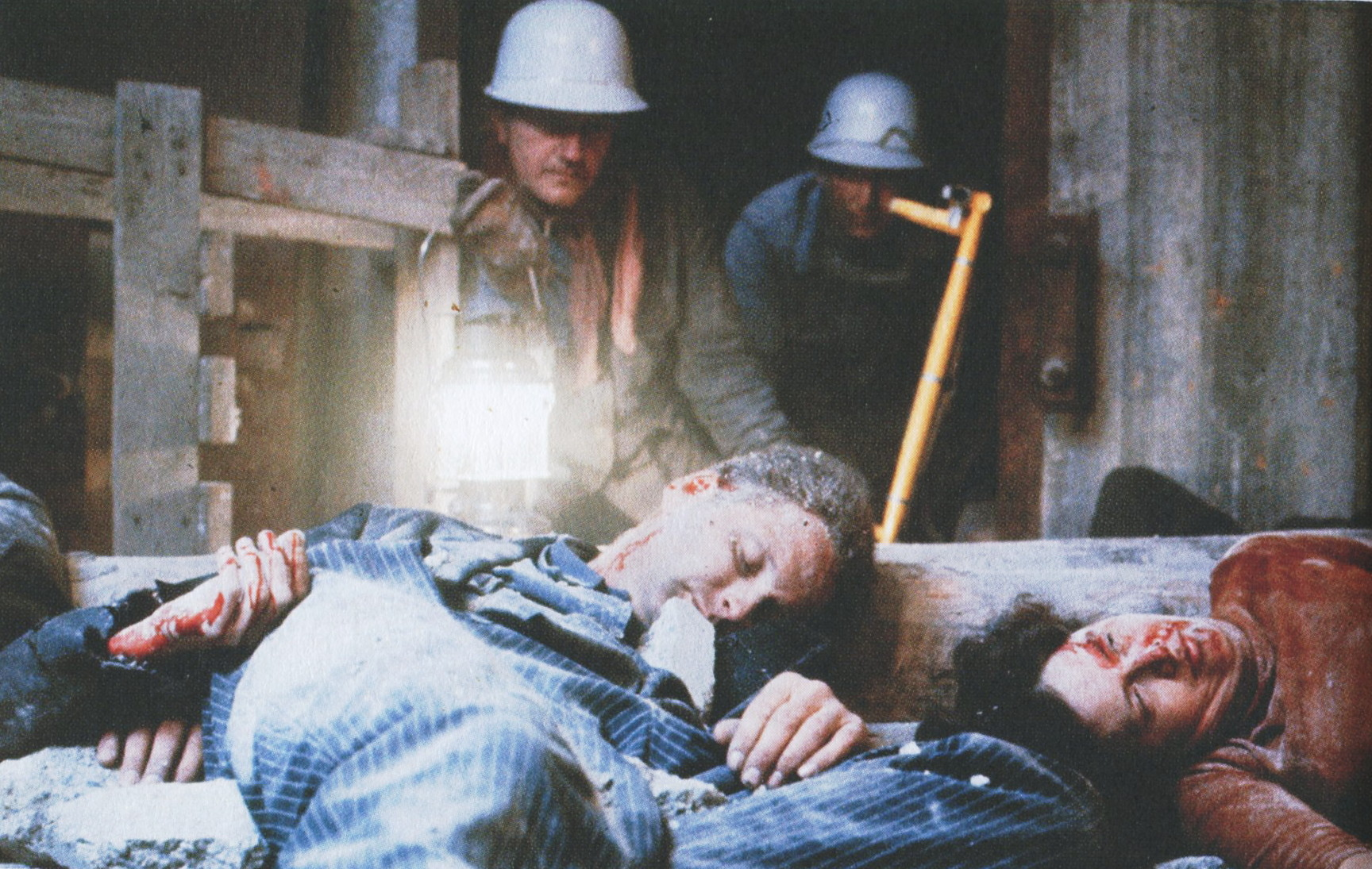
Civilförsvarspersonal övar räddning av sårade, 1960-tal.

I en kris- eller krigssituation skulle ledning och samordning av det civila samhället skötas från speciella civilförsvarsanläggningar byggda i skyddande bergrum. Här var det tänkt att representanter från kommunen, sjukvården och räddningstjänsten skulle arbeta. För att skydda viktiga samhällsfunktioner uppfördes fullträffsäkra anläggningar som också skulle klara anfall med kemiska vapen och kärnvapen, dock inte direktträff av en atombomb.
Storlek på anläggningen berodde på kommunens storlek. Några ledningscentraler förlades i berg, andra låg i ett normalt skyddsrum, exempelvis under kommunalhuset eller en brandstation. I nästan varje kommun inrättades en ledningscentral, exakt hur många som byggdes är oklart.
Huvudcentraler fick namn efter djur, de båda största som anlades på 1970-talet i Stockholmstrakten var Elefanten i Sollentuna kommun och Vargen i Huddinge kommun. Underordnade centraler, så kallade framskjutna enheter (FE) uppkallades efter växtnamn. I Stockholms kommun fanns bland annat Pionen på Södermalm, Nässlan i Midsommarkransen, Liljan i Bromma, Krokusen i anslutning till Kungsholmens brandstation på Kungsholmen, Hästhoven nära Värtaverket i Värtan och så den här beskrivna Maskrosen på Östermalm.

## Anläggningsbeskrivning

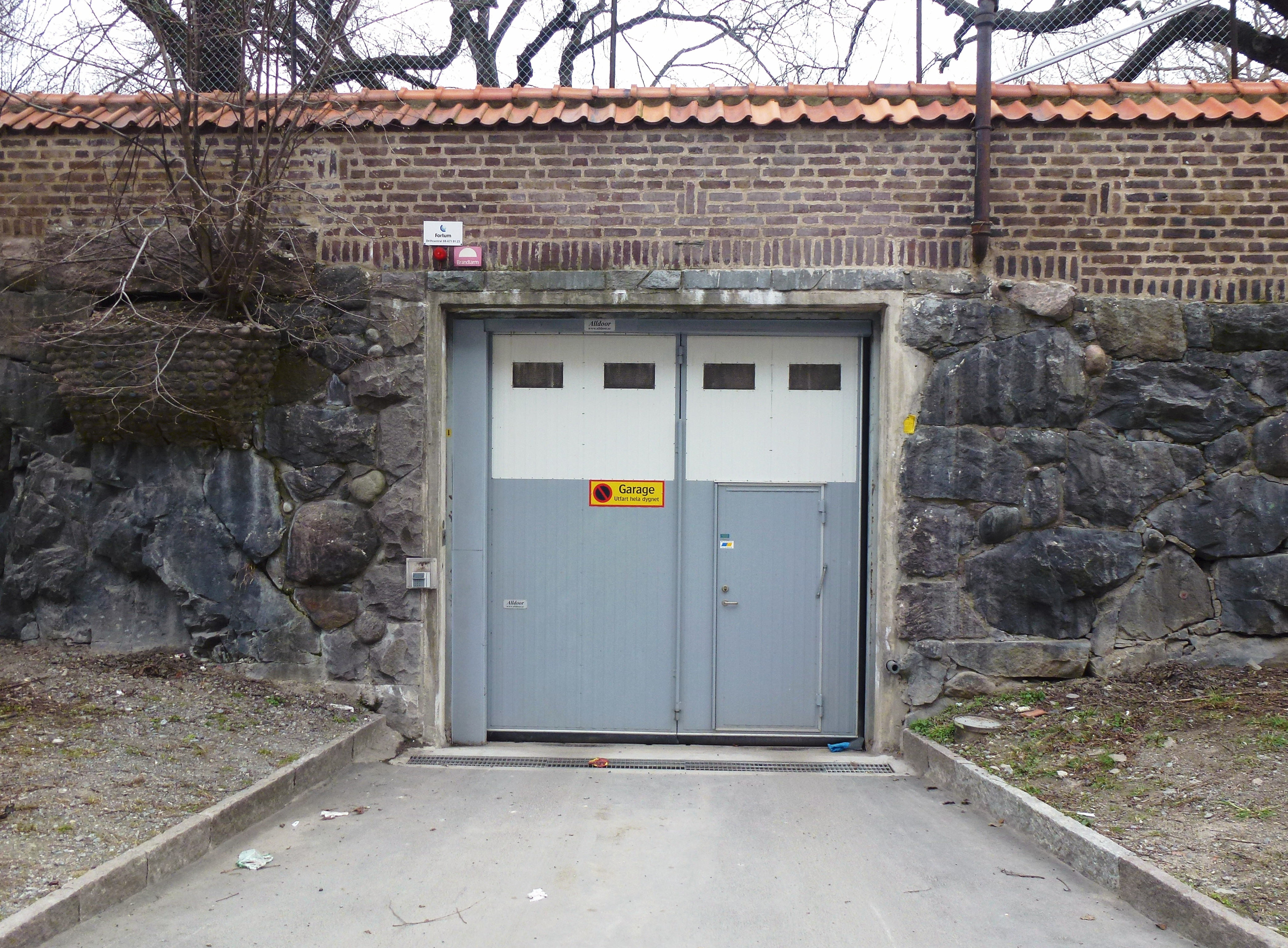
Infart från Skeppargatan.

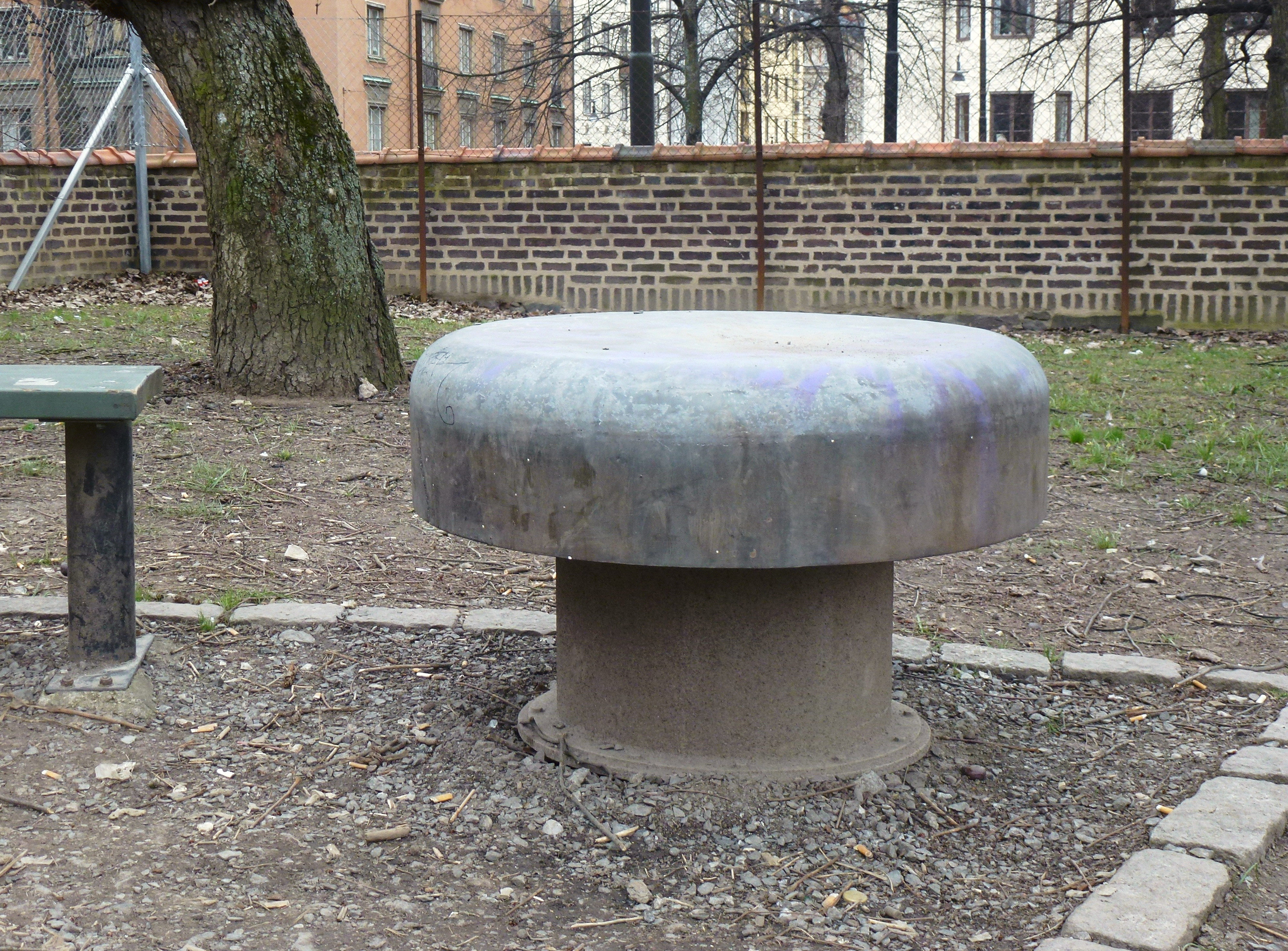
Ventilationshuv på skolgården.

Maskrosen byggdes under andra världskriget och stod färdig 1943. Anläggningen är insprängd i berget under Östra reals skolgård. Den ursprungliga funktion var distriktscentral för Stockholms nordöstra civilförsvar. Beställare var Stockholms stad och konstruktör var Civilförsvarsbyrån. Anläggningen består av två delar: en skyddad tvåvåningsbyggnad (fritt placerad i bergrummet) på 328 m² och en inte fullt skyddad uppställningsplats för insatsfordon på 487 m².
En körbar bergtunnel med infart från Skeppargatan fungerar som förbindelselänk. Den skyddade personaldelen avgränsades med stötvågsdörr och gasfång mot tunneln. Fordonsdelen anlades med fyra fickor insprängda i berget och i form av ett kryss eller en stjärna. Här skulle några av brandförsvarets insatsfordon stå beredda. För att kunna vända fordonen i det trånga utrymme fanns en vändskiva liknande de som används vid järnvägen i rummets mitt. 
Efter en ombyggnad 1977 klarade Maskrosen fullträff av 250 kg konventionell flygbomb och hade skydd mot stridsgas, radiakskydd, EMP-skydd samt stötvågsskydd mot kärnvapenexplosion som motsvarar 3 atö (tre gånger atmosfärens övertryck). Ledningsplatsen projekterades för cirka 60 personer samt annan personal från Stockholms olika verk. I byggnadens nedre våning låg rum för ledning, dagrum, ett litet kök och tekniska utrymmen för luftrening, fläkt, reservaggregat och liknande. På övervåningen fanns personalens logement. I princip samma planlösning och funktion upprepades vid bygget av Pionen, Liljan och Nässlan, de är således systeranläggningar.

## Avveckling
Efter kalla krigets slut förlorade FE-anläggningarna sin betydelse och avvecklades på 1990-talet. Efter nedläggningen sköttes Maskrosen av Stockholms brandförsvar som disponerade fordonsskyddet under några år. År 2008 övertogs Maskrosen av Stockholms fastighetskontor som hyrde ut fastigheten. Fordonsskyddet innehåller numera ett parkeringsgarage och i personskyddet finns lokaler för Stokab.